# Wallace Spearmon
Wallace Spearmon, Jr.,  (* 24. prosince 1984 Chicago, Illinois) je americký atlet, sprinter. V roce 2007 se stal mistrem světa jako člen štafety na 4 × 100 metrů. Na svém kontě má i další medaile z mistrovství světa v atletice. Na olympiádě 2008 v Pekingu skončil v závodě na 200 m na třetí příčce, ale pro přešlápnutí do soupeřovy dráhy byl po závodě diskvalifikován.